# Porto San Carlos (Ilhas Malvinas)

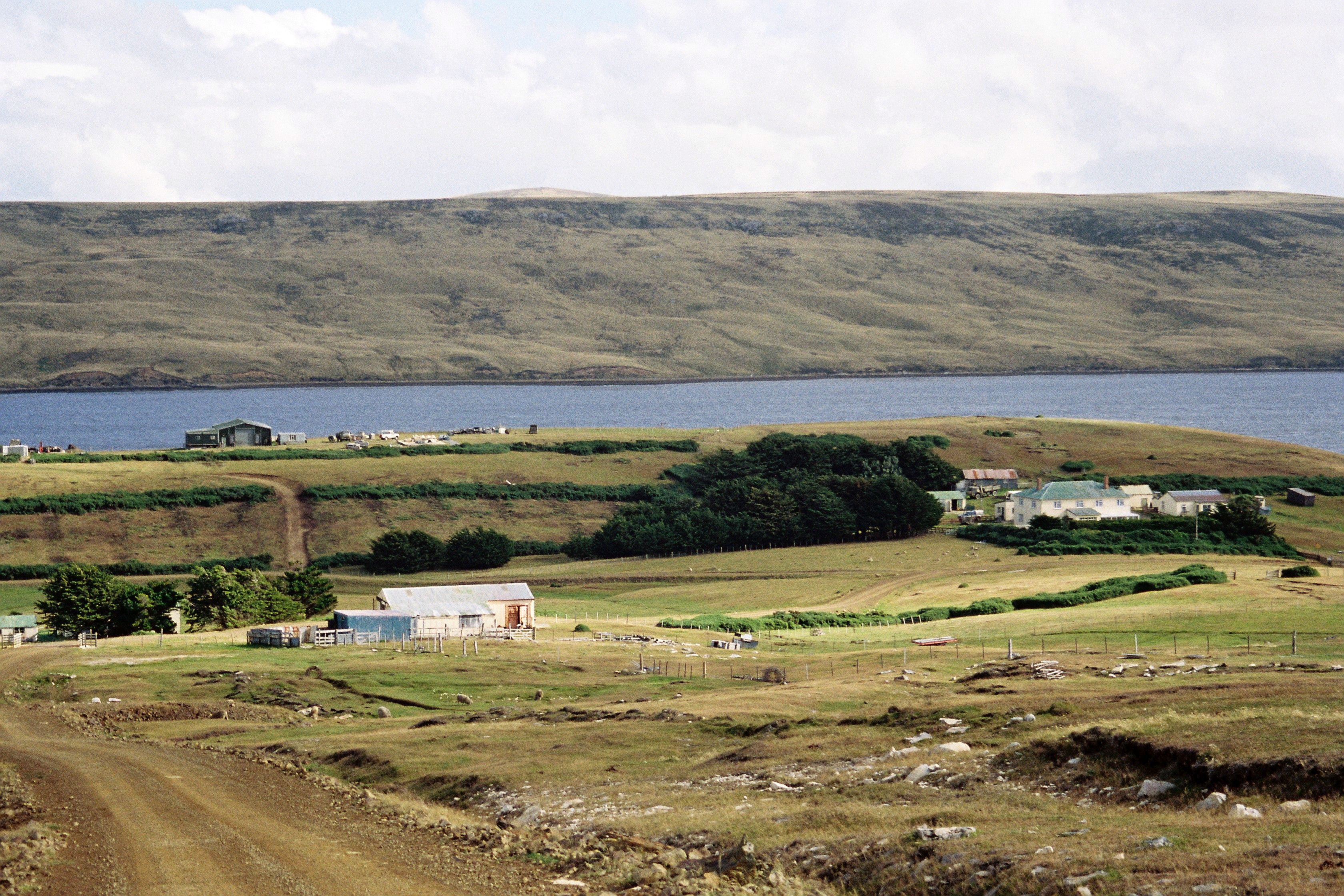
Porto San Carlos, Ilhas Malvinas.

Porto San Carlos é uma pequena localidade situada no extremo noroeste da Ilha Soledad, nas Ilhas Malvinas. Localiza-se nas coordenadas: 51° 30' 10" S 58° 59' 12" O.
É conhecida por ser o primeiro lugar em terra, na qual as tropas britânicas dominaram durante a Guerra das Malvinas, em 1982, durante a Operação Sutton.